# Lupaeus martini
Lupaeus martini är en spindeldjursart som först beskrevs av Den Heyer 1981.  Lupaeus martini ingår i släktet Lupaeus och familjen Cunaxidae. Inga underarter finns listade i Catalogue of Life.